# Wladimir Alexandrowitsch Lebedew

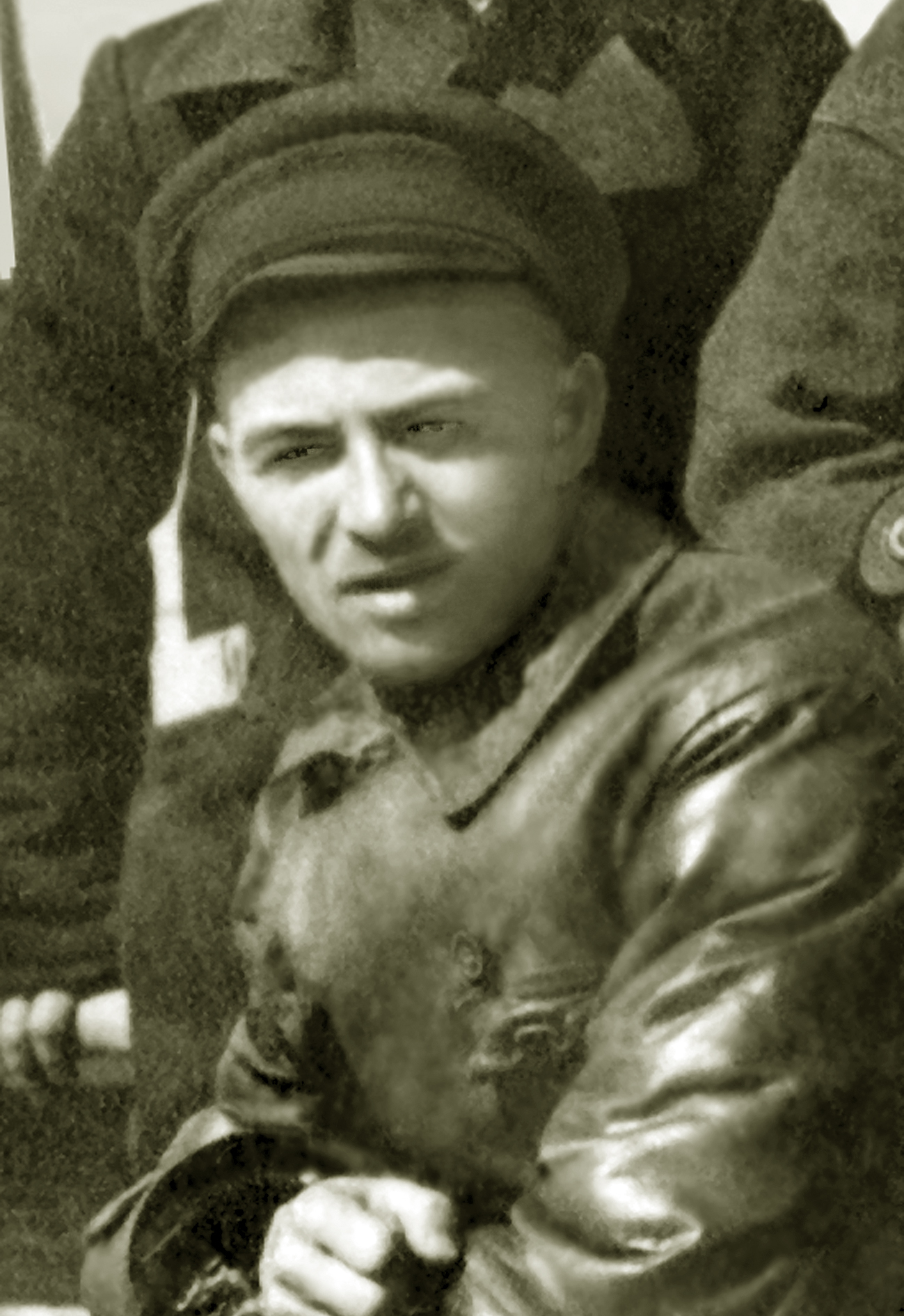
Wladimir Lebedew (1918)

Wladimir Alexandrowitsch Lebedew (russisch Владимир Александрович Лебедев; * 1881 in Sankt Petersburg; † 22. Februar 1947 in Paris) war ein russischer Pilot und Industrieller.

## Leben
Lebedew verdiente sein Geld als Radrennfahrer, als er sich für das Fliegen zu interessieren begann. Er machte seine Ausbildung in Frankreich an der Flugschule von Henri Farman. Bereits 1909 hatte er ein erstes Segelflugzeug gebaut. Lebedew war einer der ersten Piloten überhaupt in Russland. Er kaufte bei Farman ein Flugzeug vom Typ Farman-IV, brachte es nach Russland und benutzte es, um andere Piloten auszubilden. Er gründete mit seinem Bruder Alexei Alexandrowitsch Lebedew und dem Luftfahrtingenieur Sergei Alexejewitsch Uljanin die St. Petersburger Gesellschaft für Luftfahrt (PTA). Ende 1910 wurde nach einer Idee Uljanins ausgehend von der Farman-IV mit Wladimir Fjodorowitsch Saweljew ein Klappflugzeug gebaut, das schnell auf- und abgebaut werden konnte und das im Januar 1911 betriebsbereit war. Am 15. Mai 1911 gelang ihm ein Rekordflug, indem er mit vier Passagieren startete.
Er machte sich dann mit einem Unternehmen selbstständig, das Luftschrauben und Teile für Deperdussin- und Nieuport-Flugzeuge herstellte. 1914 eröffnete er in Sankt Petersburg eine neue Firma, die Voisin Flugzeuge und später auch Kopien der deutschen Typen Albatros C.I und Albatros B.II, Lebedew-12 genannt, herstellte. Dazu kam noch ein Schwimmerflugzeugtyp. Es gab auch eigene Flugzeug-Entwicklungen, die jedoch nicht in Serie genommen wurden.
1915 widmete er sich der Konstruktion eines Automobils. Am 20. Oktober 1916 begann die Produktion von Karosserien für Ambulanzfahrzeuge. Lebedew gelang es jedoch nicht, die Produktion des Lebed-A in Gang zu setzen. Es handelte sich dabei um die Lizenznachbauten des englischen Crossley. Ein Grund mag der von den Dux-Werken gleichzeitig angenommene Auftrag gewesen zu sein, 30 Morane Saulnier MS-3L in Lizenz zu fertigen.
Als das PTA-Werk in St. Petersburg dank der vermehrten Regierungsaufträge an seine Grenzen geriet, gründete Lebedew 1916 neue Werke in Pensa, Jaroslawl und Taganrog. Während die Werke in Pensa und Jaroslawl wegen der dortigen beschränkten Möglichkeiten nicht erfolgreich waren, entwickelte sich das Flugzeugwerk in Taganrog dank der günstigen lokalen Bedingungen sehr gut.
Während der Oktoberrevolution schloss die Firma ihre Tore und wurde dann verstaatlicht wie alle Lebedew-Werke. Sie wurde nach der Revolution damit beauftragt, weitere Maschinen des Typs Lebedew-12 zu produzieren. Letztlich wurde sie im August 1920 als Werkstatt für Schwimmerflugzeuge und Kraftfahrzeuge wiedereröffnet.
Das Flugzeugwerk in Taganrog wurde auf Anweisung der Moskauer Hauptverwaltung der Luftfahrtwerke Glawkoawia als Flugzeugwerk Lebed (Schwan) wiedereröffnet und erreichte unter der Leitung Wiktor Lwowitsch Körbers bald seine volle Kapazität.
Lebedew diente im russischen Bürgerkrieg für kurze Zeit in der »Weißen Armee«, im Stab Denikins. Über Serbien emigrierte er danach nach Frankreich. 1947 starb er in Paris und wurde auf dem russischen Friedhof von Sainte-Geneviève-des-Bois beigesetzt.
Die Automobilwerke existieren noch heute als Jaroslawler Motorenwerke (JaMZ). Die Flugzeugwerke, die zuletzt als Taganrog Avia „TAWIA“ (russisch ОАО "ТАВИА") firmierten, wurden im April 2011 vom ebenfalls russischen Flugzeugproduzenten Berijew übernommen und aufgelöst.